# حديبة بلعومية
الحديبة البلعومية (بالإنجليزية: Pharyngeal tubercle)‏، ارتفاع عظمي صغير على السطح السفلي للجزء القاعدي للعظم القذالي.